# Arrondissement Neufchâteau
Das Arrondissement Neufchâteau ist eine Verwaltungseinheit des französischen Départements Vosges innerhalb der Region Grand Est (bis Ende 2015 Lothringen). Verwaltungssitz (Unterpräfektur) ist Neufchâteau.
Das Arrondissement besteht aus 250 Gemeinden.

## Gemeinden
| 1. Ahéville (88002)*                    | 2. Aingeville (88003)                     | 3. Ainvelle (88004)                      | 4. Ambacourt (88006)                      |
| 5. Ameuvelle (88007)                    | 6. Aouze (88010)                          | 7. Aroffe (88013)                        | 8. Attignéville (88015)                   |
| 9. Attigny (88016)                      | 10. Aulnois (88017)                       | 11. Autigny-la-Tour (88019)              | 12. Autreville (88020)                    |
| 13. Auzainvilliers (88022)              | 14. Avillers (88023)                      | 15. Avrainville (88024)                  | 16. Avranville (88025)                    |
| 17. Bainville-aux-Saules (88030)        | 18. Balléville (88031)                    | 19. Barville (88036)                     | 20. Battexey (88038)                      |
| 21. Baudricourt (88039)                 | 22. Bazegney (88041)                      | 23. Bazoilles-et-Ménil (88043)           | 24. Bazoilles-sur-Meuse (88044)           |
| 25. Beaufremont (88045)                 | 26. Begnécourt (88047)                    | 27. Belmont-lès-Darney (88049)           | 28. Belmont-sur-Vair (88051)              |
| 29. Belrupt (88052)                     | 30. Bettegney-Saint-Brice (88055)         | 31. Bettoncourt (88056)                  | 32. Biécourt (88058)                      |
| 33. Blémerey (88060)                    | 34. Bleurville (88061)                    | 35. Blevaincourt (88062)                 | 36. Bocquegney (88063)                    |
| 37. Bonvillet (88065)                   | 38. Boulaincourt (88066)                  | 39. Bouxières-aux-Bois (88069)           | 40. Bouxurulles (88070)                   |
| 41. Bouzemont (88071)                   | 42. Brechainville (88074)                 | 43. Bulgnéville (88079)                  | 44. Certilleux (88083)                    |
| 45. Châtenois (88095)                   | 46. Châtillon-sur-Saône (88096)           | 47. Chauffecourt (88097)                 | 48. Chef-Haut (88100)                     |
| 49. Chermisey (88102)                   | 50. Circourt (88103)                      | 51. Circourt-sur-Mouzon (88104)          | 52. Claudon (88105)                       |
| 53. Clérey-la-Côte (88107)              | 54. Contrexéville (88114)                 | 55. Courcelles-sous-Châtenois (88117)    | 56. Coussey (88118)                       |
| 57. Crainvilliers (88119)               | 58. Damas-et-Bettegney (88122)            | 59. Damblain (88123)                     | 60. Darney (88124)                        |
| 61. Darney-aux-Chênes (88125)           | 62. Derbamont (88129)                     | 63. Dolaincourt (88137)                  | 64. Dombasle-devant-Darney (88138)        |
| 65. Dombasle-en-Xaintois (88139)        | 66. Dombrot-le-Sec (88140)                | 67. Dombrot-sur-Vair (88141)             | 68. Domèvre-sous-Montfort (88144)         |
| 69. Domjulien (88146)                   | 70. Dommartin-aux-Bois (88147)            | 71. Dommartin-lès-Vallois (88149)        | 72. Dommartin-sur-Vraine (88150)          |
| 73. Dompaire (88151)                    | 74. Domrémy-la-Pucelle (88154)            | 75. Domvallier (88155)                   | 76. Escles (88161)                        |
| 77. Esley (88162)                       | 78. Estrennes (88164)                     | 79. Évaux-et-Ménil (88166)               | 80. Fignévelle (88171)                    |
| 81. Fouchécourt (88179)                 | 82. Frain (88180)                         | 83. Frebécourt (88183)                   | 84. Frenelle-la-Grande (88185)            |
| 85. Frenelle-la-Petite (88186)          | 86. Frénois (88187)                       | 87. Fréville (88189)                     | 88. Gelvécourt-et-Adompt (88192)          |
| 89. Gemmelaincourt (88194)              | 90. Gendreville (88195)                   | 91. Gignéville (88199)                   | 92. Gircourt-lès-Viéville (88202)         |
| 93. Gironcourt-sur-Vraine (88206)       | 94. Godoncourt (88208)                    | 95. Gorhey (88210)                       | 96. Grand (88212)                         |
| 97. Grandrupt-de-Bains (88214)          | 98. Greux (88219)                         | 99. Grignoncourt (88220)                 | 100. Gugney-aux-Aulx (88223)              |
| 101. Hagécourt (88226)                  | 102. Hagnéville-et-Roncourt (88227)       | 103. Harchéchamp (88229)                 | 104. Haréville (88231)                    |
| 105. Harmonville (88232)                | 106. Harol (88233)                        | 107. Hennecourt (88237)                  | 108. Hennezel (88238)                     |
| 109. Houécourt (88241)                  | 110. Houéville (88242)                    | 111. Hymont (88246)                      | 112. Isches (88248)                       |
| 113. Jainvillotte (88249)               | 114. Jésonville (88252)                   | 115. Jorxey (88254)                      | 116. Jubainville (88255)                  |
| 117. Juvaincourt (88257)                | 118. La Neuveville-sous-Châtenois (88324) | 119. La Neuveville-sous-Montfort (88325) | 120. La Vacheresse-et-la-Rouillie (88485) |
| 121. Lamarche (88258)                   | 122. Landaville (88259)                   | 123. Légéville-et-Bonfays (88264)        | 124. Lemmecourt (88265)                   |
| 125. Lerrain (88267)                    | 126. Les Ableuvenettes (88001)            | 127. Les Thons (88471)                   | 128. Les Vallois (88491)                  |
| 129. Liffol-le-Grand (88270)            | 130. Lignéville (88271)                   | 131. Lironcourt (88272)                  | 132. Longchamp-sous-Châtenois (88274)     |
| 133. Maconcourt (88278)                 | 134. Madecourt (88279)                    | 135. Madegney (88280)                    | 136. Madonne-et-Lamerey (88281)           |
| 137. Malaincourt (88283)                | 138. Mandres-sur-Vair (88285)             | 139. Marainville-sur-Madon (88286)       | 140. Marey (88287)                        |
| 141. Maroncourt (88288)                 | 142. Martigny-les-Bains (88289)           | 143. Martigny-les-Gerbonvaux (88290)     | 144. Martinvelle (88291)                  |
| 145. Mattaincourt (88292)               | 146. Maxey-sur-Meuse (88293)              | 147. Mazirot (88295)                     | 148. Médonville (88296)                   |
| 149. Ménil-en-Xaintois (88299)          | 150. Midrevaux (88303)                    | 151. Mirecourt (88304)                   | 152. Moncel-sur-Vair (88305)              |
| 153. Monthureux-le-Sec (88309)          | 154. Monthureux-sur-Saône (88310)         | 155. Mont-lès-Lamarche (88307)           | 156. Mont-lès-Neufchâteau (88308)         |
| 157. Morelmaison (88312)                | 158. Morizécourt (88314)                  | 159. Morville (88316)                    | 160. Neufchâteau (88321)                  |
| 161. Nonville (88330)                   | 162. Norroy (88332)                       | 163. Oëlleville (88334)                  | 164. Offroicourt (88335)                  |
| 165. Ollainville (88336)                | 166. Parey-sous-Montfort (88343)          | 167. Pargny-sous-Mureau (88344)          | 168. Pierrefitte (88347)                  |
| 169. Pleuvezain (88350)                 | 170. Pompierre (88352)                    | 171. Pont-lès-Bonfays (88353)            | 172. Pont-sur-Madon (88354)               |
| 173. Poussay (88357)                    | 174. Provenchères-lès-Darney (88360)      | 175. Punerot (88363)                     | 176. Puzieux (88364)                      |
| 177. Racécourt (88365)                  | 178. Rainville (88366)                    | 179. Ramecourt (88368)                   | 180. Rancourt (88370)                     |
| 181. Rapey (88374)                      | 182. Rebeuville (88376)                   | 183. Regnévelle (88377)                  | 184. Regney (88378)                       |
| 185. Relanges (88381)                   | 186. Remicourt (88382)                    | 187. Remoncourt (88385)                  | 188. Repel (88389)                        |
| 189. Robécourt (88390)                  | 190. Rollainville (88393)                 | 191. Romain-aux-Bois (88394)             | 192. Rouvres-en-Xaintois (88400)          |
| 193. Rouvres-la-Chétive (88401)         | 194. Rozerotte (88403)                    | 195. Rozières-sur-Mouzon (88404)         | 196. Ruppes (88407)                       |
| 197. Saint-Baslemont (88411)            | 198. Saint-Julien (88421)                 | 199. Saint-Menge (88427)                 | 200. Saint-Ouen-lès-Parey (88430)         |
| 201. Saint-Paul (88431)                 | 202. Saint-Prancher (88433)               | 139 Saint-Remimont (88434)               | 204. Saint-Vallier (88437)                |
| 205. Sandaucourt (88440)                | 206. Sans-Vallois (88441)                 | 207. Sartes (88443)                      | 208. Saulxures-lès-Bulgnéville (88446)    |
| 209. Sauville (88448)                   | 210. Senaide (88450)                      | 211. Senonges (88452)                    | 212. Seraumont (88453)                    |
| 213. Serécourt (88455)                  | 214. Serocourt (88456)                    | 215. Sionne (88457)                      | 216. Soncourt (88459)                     |
| 217. Soulosse-sous-Saint-Élophe (88460) | 218. Suriauville (88461)                  | 219. They-sous-Montfort (88466)          | 220. Thiraucourt (88469)                  |
| 221. Thuillières (88472)                | 222. Tignécourt (88473)                   | 223. Tilleux (88474)                     | 224. Tollaincourt (88475)                 |
| 225. Totainville (88476)                | 226. Trampot (88477)                      | 227. Tranqueville-Graux (88478)          | 228. Urville (88482)                      |
| 229. Valfroicourt (88488)               | 230. Valleroy-aux-Saules (88489)          | 231. Valleroy-le-Sec (88490)             | 232. Varmonzey (88493)                    |
| 233. Vaubexy (88494)                    | 234. Vaudoncourt (88496)                  | 235. Velotte-et-Tatignécourt (88499)     | 236. Vicherey (88504)                     |
| 237. Villers (88507)                    | 238. Ville-sur-Illon (88508)              | 239. Villotte (88510)                    | 240. Villouxel (88511)                    |
| 241. Viocourt (88514)                   | 242. Vioménil (88515)                     | 243. Vittel (88516)                      | 244. Viviers-le-Gras (88517)              |
| 245. Viviers-lès-Offroicourt (88518)    | 246. Vomécourt-sur-Madon (88522)          | 247. Vouxey (88523)                      | 248. Vrécourt (88524)                     |
| 249. Vroville (88525)                   | 250. Xaronval (88529)                     |                                          |                                           |

* Zahlen in Klammern sind INSEE-Codes

## Ehemalige Gemeinden seit der landesweiten Neuordnung der Kantone
bis 2025:
Rollainville
bis 2016:
Rocourt

## Neuordnung der Arrondissements 2019

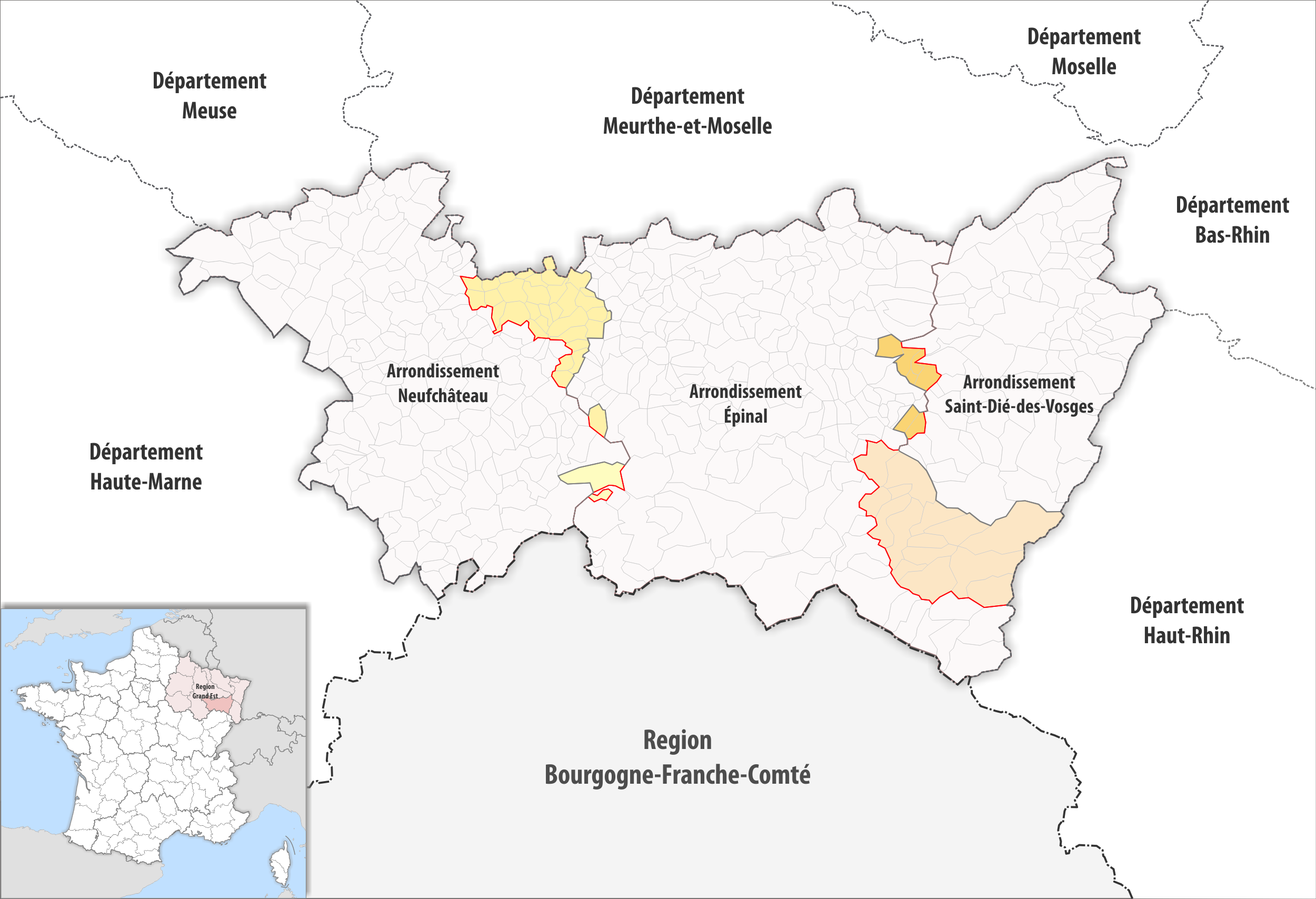
Arrondissements-anpassungen im Jahr 2019

Der Erlass des Präfekten der Region Grand Est vom 24. Oktober 2018 legte mit Wirkung zum 1. Januar 2019 eine Neuordnung des Zuschnitts der Arrondissements des Départements Vosges fest.
Durch die Neuordnung der Arrondissements im Jahr 2019 wurden die 32 Gemeinden Ambacourt, Baudricourt, Biécourt, Blémerey, Boulaincourt, Chauffecourt, Chef-Haut, Dombasle-en-Xaintois, Domvallier, Frenelle-la-Grande, Frenelle-la-Petite, Hymont, Juvaincourt, Madecourt, Mattaincourt, Mazirot, Mirecourt, Oëlleville, Pierrefitte, Poussay, Puzieux, Ramecourt, Rancourt, Remicourt, Repel, Rouvres-en-Xaintois, Saint-Prancher, Thiraucourt, Totainville, Valleroy-aux-Saules, Villers und Vroville aus dem Arrondissement Neufchâteau dem Arrondissement Épinal zugewiesen.
Dafür wechselten aus dem Arrondissement Épinal die zwei Gemeinden Grandrupt-de-Bains und Vioménil zum Arrondissement Neufchâteau.

## Neuordnung der Arrondissements 2024
Der Erlass der Präfektin der Region Grand Est vom 15. September 2023 legte mit Wirkung zum 1. Januar 2024 eine Neuordnung des Zuschnitts der Arrondissements des Départements Vosges fest.
Folgende 76 Gemeinden wechselten vom Arrondissement Épinal zum Arrondissement Neufchâteau: Ahéville, Ambacourt, Avillers, Avrainville, Bainville-aux-Saules, Battexey, Baudricourt, Bazegney, Begnécourt, Bettegney-Saint-Brice, Bettoncourt, Biécourt, Blémerey, Bocquegney, Boulaincourt, Bouxières-aux-Bois, Bouxurulles, Bouzemont, Chauffecourt, Chef-Haut, Circourt, Damas-et-Bettegney, Derbamont, Dombasle-en-Xaintois, Dommartin-aux-Bois, Dompaire, Domvallier, Évaux-et-Ménil, Frenelle-la-Grande, Frenelle-la-Petite, Gelvécourt-et-Adompt, Gircourt-lès-Viéville, Gorhey, Gugney-aux-Aulx, Hagécourt, Harol, Hennecourt, Hymont, Jorxey, Juvaincourt, Les Ableuvenettes, Légéville-et-Bonfays, Madecourt, Madegney, Madonne-et-Lamerey, Marainville-sur-Madon, Maroncourt, Mattaincourt, Mazirot, Mirecourt, Oëlleville, Pierrefitte, Pont-sur-Madon, Poussay, Puzieux, Racécourt, Ramecourt, Rancourt, Rapey, Regney, Remicourt, Repel, Rouvres-en-Xaintois, Saint-Prancher, Saint-Vallier, Thiraucourt, Totainville, Valleroy-aux-Saules, Varmonzey, Vaubexy, Velotte-et-Tatignécourt, Villers, Ville-sur-Illon, Vomécourt-sur-Madon, Vroville, Xaronval